# Cantó de Muzillac
El cantó de Muzillac (bretó Kanton Muzilheg) és una divisió administrativa francesa situat al departament d'Ar Mor-Bihan a la regió de Bretanya.

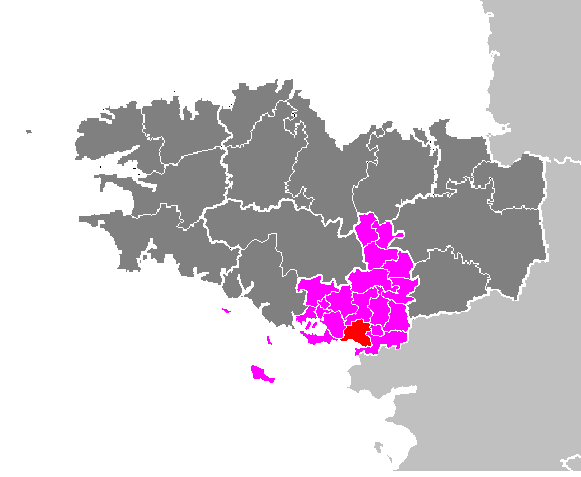
Situació del cantó

## Composició
El cantó aplega 7 comunes :
| Nom francès    | Nom bretó     | Població | km²    | Codi Postal | Codi INSEE |
| Ambon          | Ambon         | 1.255    | 38,04  | 56190       | 56002      |
| Arzal          | Arzhal        | 917      | 23,44  | 56190       | 56004      |
| Billiers       | Beler         | 705      | 5,87   | 56190       | 56018      |
| Damgan         | Damgan        | 1.327    | 10,16  | 56750       | 56052      |
| Le Guerno      | Ar Gwernoù    | 582      | 9,75   | 56190       | 56077      |
| Muzillac       | Muzilheg      | 3.805    | 39,50  | 56190       | 56143      |
| Noyal-Muzillac | Noal-Muzilheg | 1.920    | 48,89  | 56190       | 56149      |
| Cantó          | Muzilheg      | 10.511   | 175,65 | -           | 5621       |

## Evolució demogràfica
| 1962  | 1968  | 1975  | 1982  | 1990  | 1999   |
| ----- | ----- | ----- | ----- | ----- | ------ |
| 7.867 | 8.087 | 8.579 | 8.956 | 9.643 | 10.511 |

## Història
| Data d'elecció                           | Identitat     | Partit        | Qualitat |
| ---------------------------------------- | ------------- | ------------- | -------- |
| 2004-                                    | Joseph Brohan | Divers droite |          |
| les dades anteriors no són pas conegudes |               |               |          |
|                                          |               |               |          |